# Sylhús
Het Sylhús is de monumentale sluiswachterswoning gelegen aan 't Oost 12 in Hindeloopen.

## Beschrijving
De in de 17e eeuw gebouwde sluiswachterswoning kreeg in 1785 aan de dijkzijde een zogenaamde "leugenbank". Deze bank fungeert als ontmoetingsplaats voornamelijk voor de oudere manlijke inwoners van Hindeloopen. De bank bevindt zich onder een overkapping die rust op houten kolommen. In de voorgevel onder deze overkapping bevindt zich het ingemetselde stadswapen van Hindeloopen met het jaartal 1619. Op de nok van het pand is een open houten klokkentoren met spits geplaatst.
Het gebouw heeft dienstgedaan als visafslag. Boven de bank is een reliëf aangebracht met een afbeelding van de wonderbaarlijke visvangst door Petrus en andere discipelen. Dit reliëf werd in 1905 gemaakt door T. Gerlsma.
Het pand is erkend als rijksmonument.

## Afbeeldingen

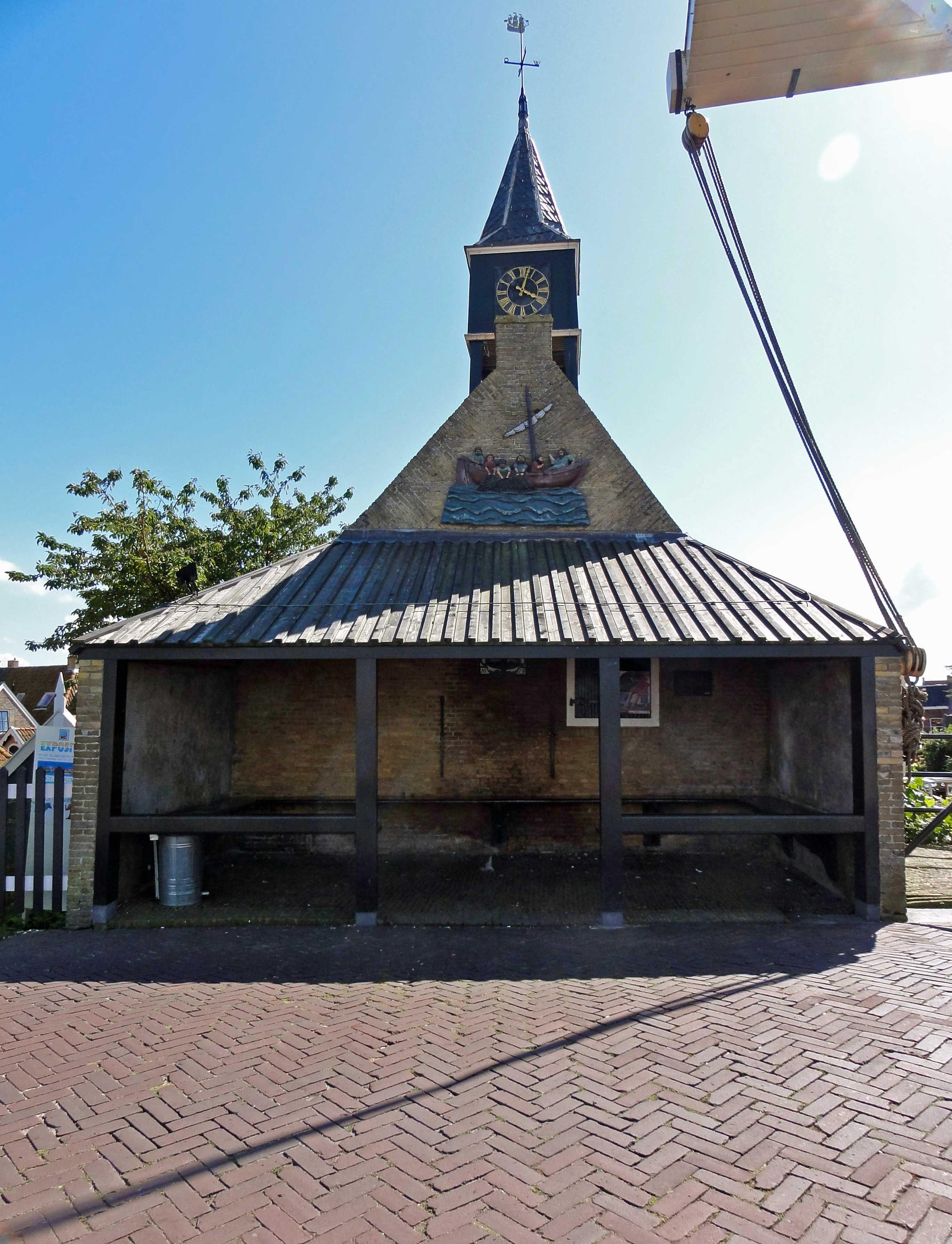
Leugenbank voor het Sylhús
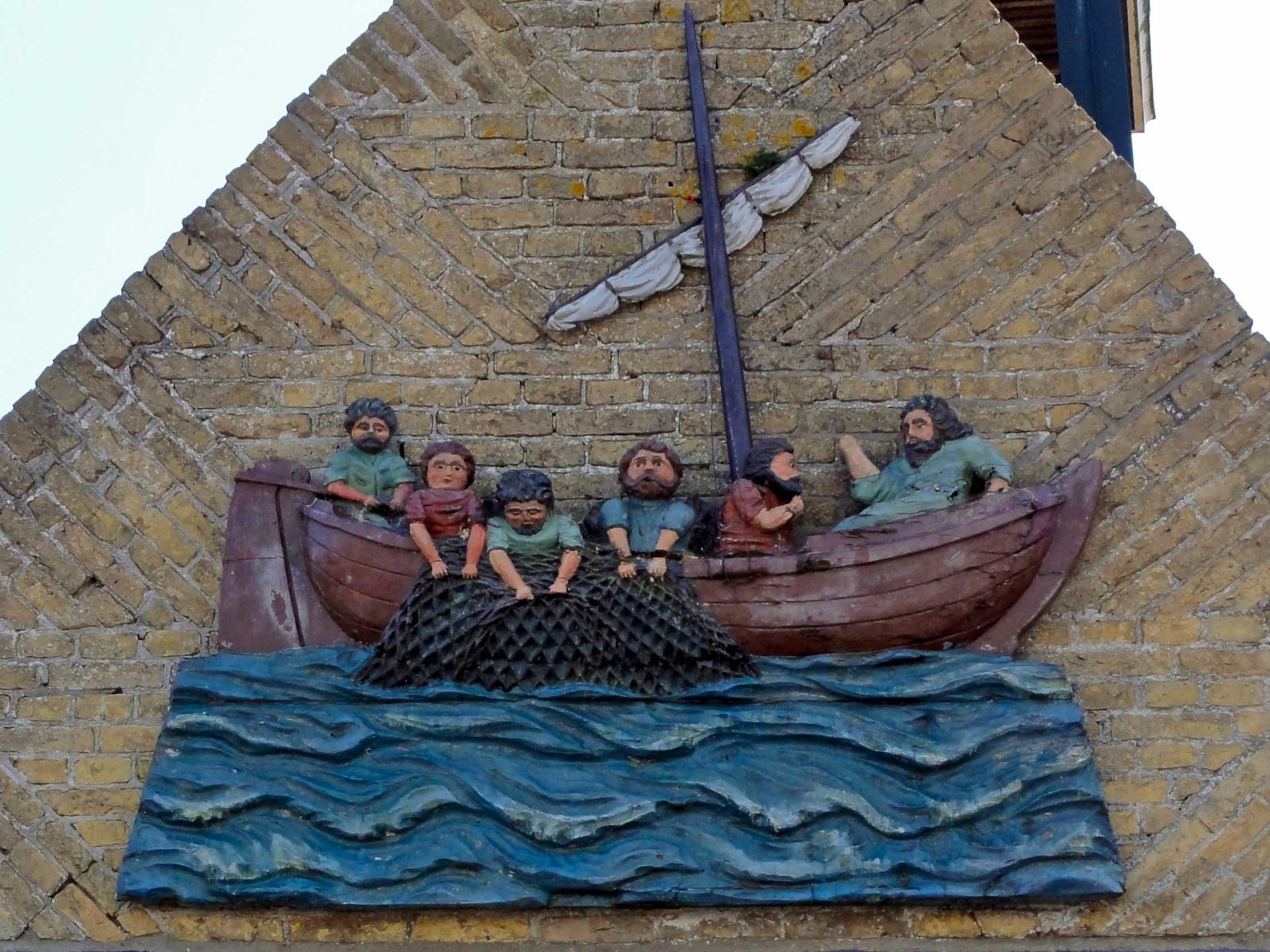
Reliëf boven de leugenbank
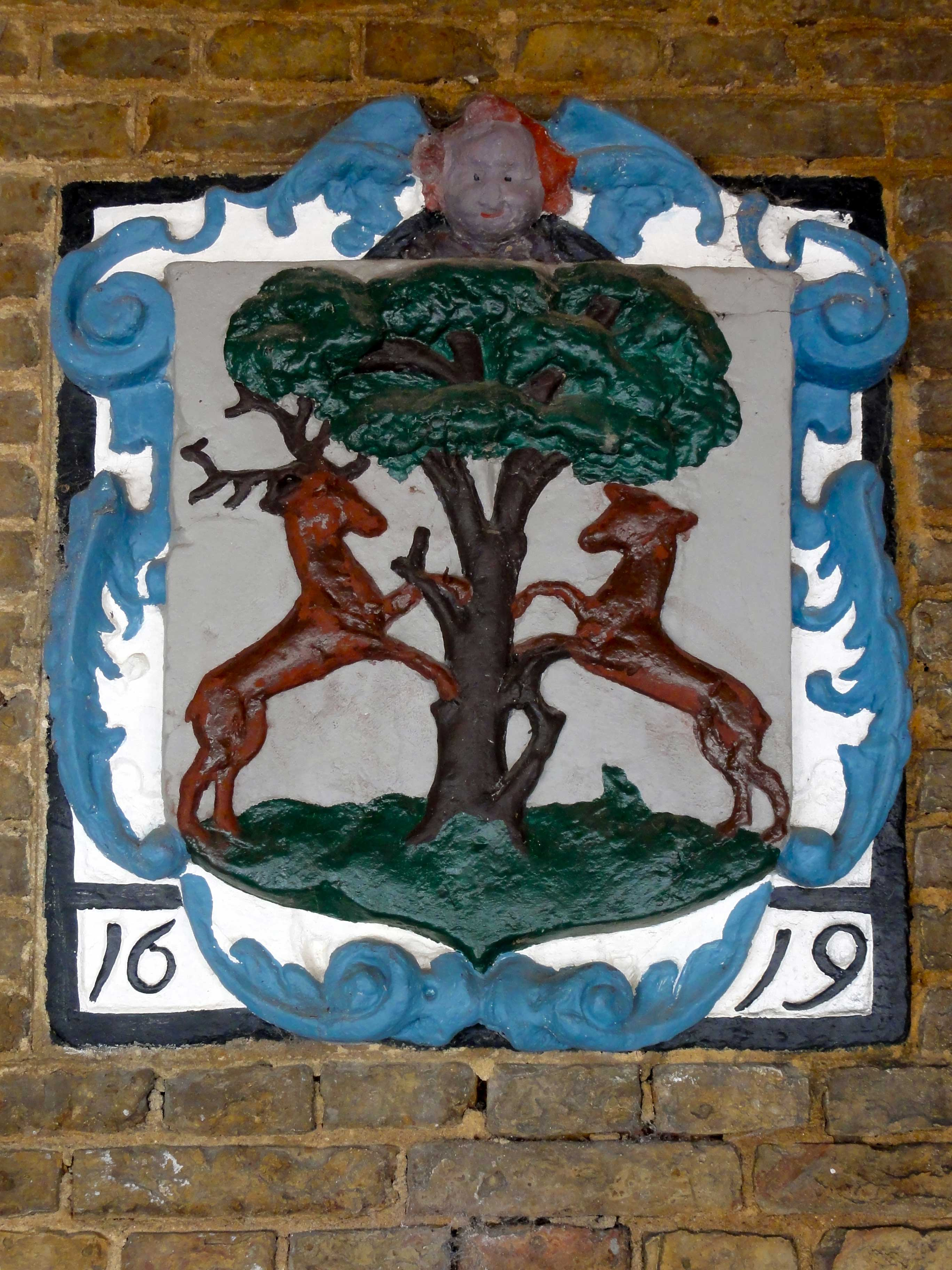
Wapensteen met jaartal

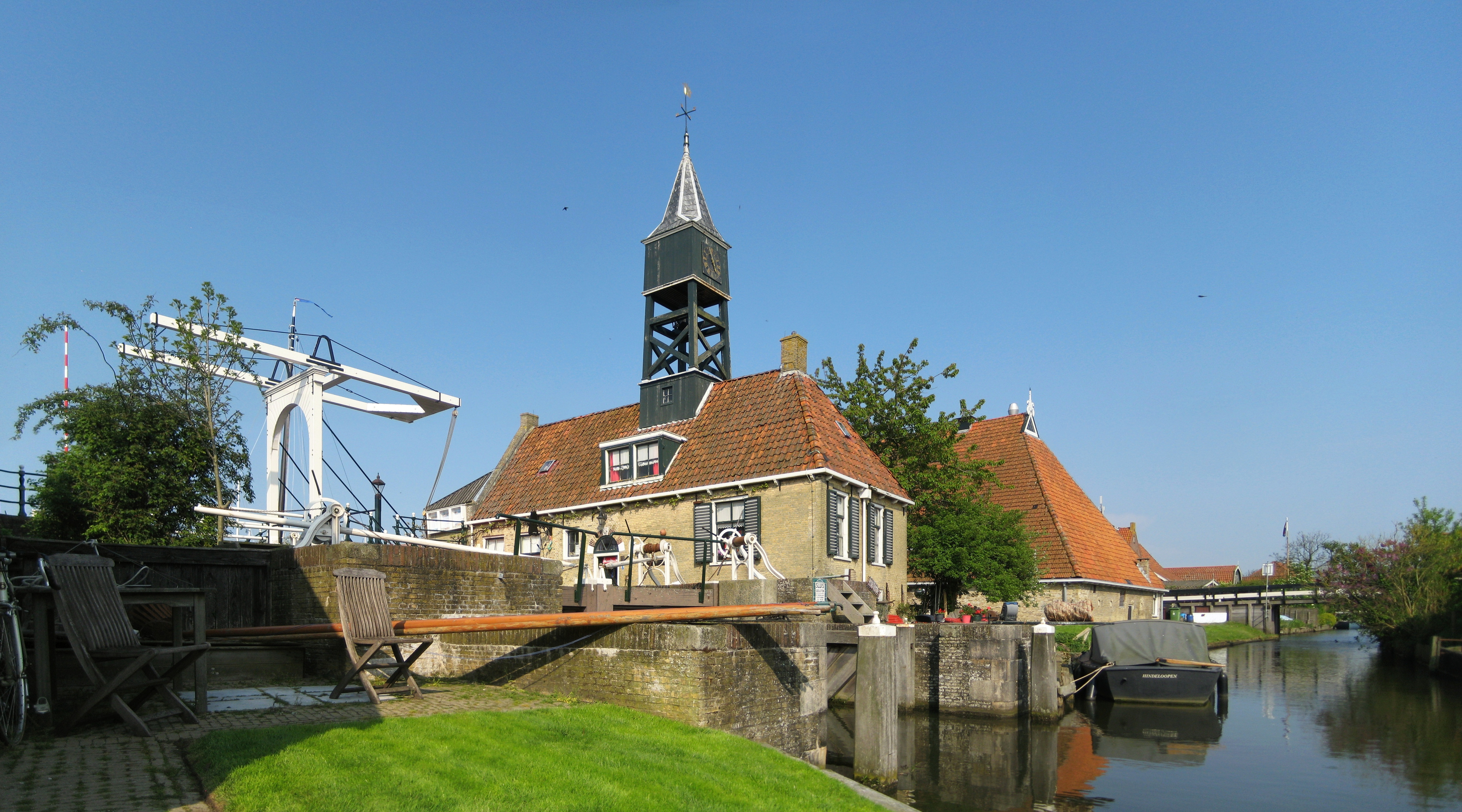
Het Sylhús in 2014